# Schloss Friedrichsthal

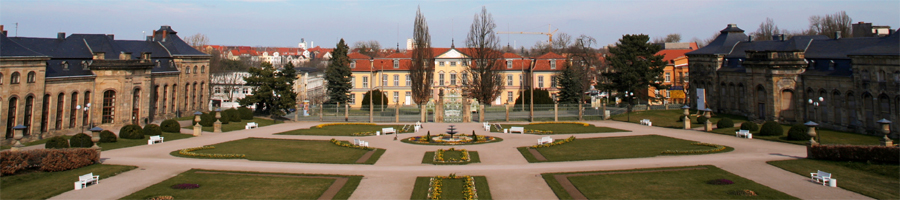
Blick in östliche Richtung auf die Orangerie Gotha und Schloss Friedrichsthal

Das Schloss Friedrichsthal in Gotha (Thüringen) ist eine barocke Schlossanlage östlich des Schlosses Friedenstein aus dem ersten Jahrzehnt des 18. Jahrhunderts.

## Geschichte

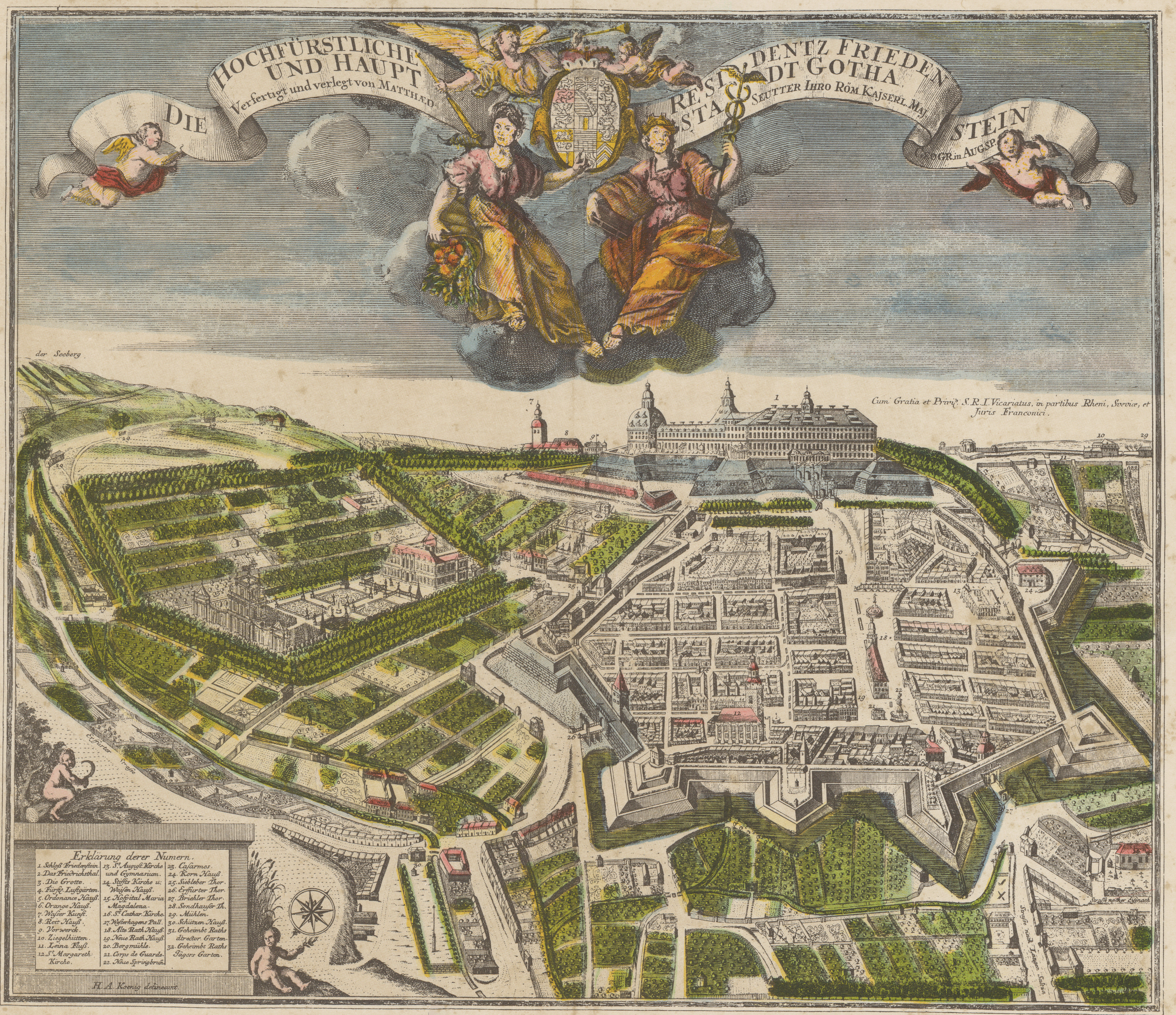
Colorierte Stadtansicht Gothas von 1730

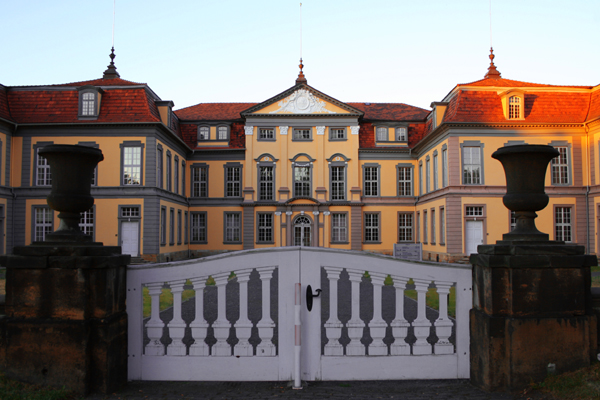
Das Schloss Friedrichsthal

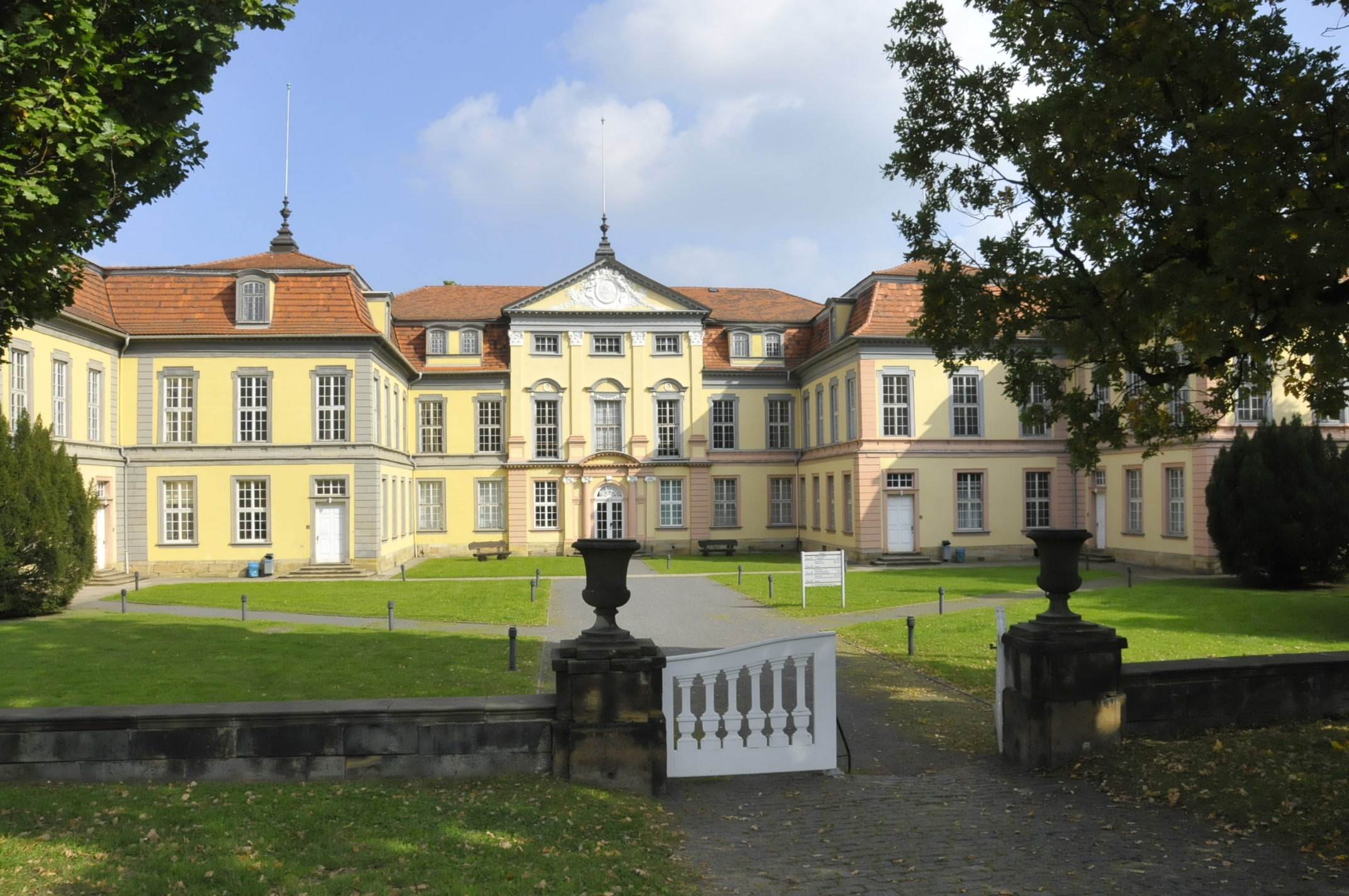

In den Jahren 1708 bis 1711 ließ sich Herzog Friedrich II. von Sachsen-Gotha-Altenburg (1676–1732) östlich unterhalb der Festungsanlagen des Schlosses Friedenstein, an der Allee vor dem Siebleber Tor, ein Sommerpalais erbauen. Nach dem Vorbild des Versailler Schlosses vom Herzoglich Gothaischen Oberbaudirektor Wolf Christoph Zorn von Plobsheim (1655–1721) als barocke Dreiflügelanlage errichtet, wurde das Schloss nach dem Herzog und aufgrund seiner Lage „Friedrichsthal“ benannt.
Hinter dem Schloss (auf der Ostseite) wurde ein  barocker Lustgarten mit zahlreichen Statuen, Wasserspielen und einer Grotte angelegt, der aufgrund späterer Bauten (Herzogliches Amts- und Landgericht 1894–1896, Herzogliches Rentamt 1906–1908) nicht mehr erhalten ist.
Gegenüber dem Schloss (auf der Westseite) wurde zur selben Zeit das Ordonnanzhaus errichtet, in dem die herzogliche Leibwache zu Pferd untergebracht war. Hinter dem Ordonnanzhaus entstand als Verbindung zum höher gelegenen Schloss Friedenstein eine terrassierte Gartenanlage mit Gewächshaus, welche die herzogliche Sammlung von Orangeriepflanzen beherbergte. Diese Ordonnanzgarten genannte barocke Gartenanlage (Vorläufer der heutigen Orangerie) war durch die Allee vor dem Siebleber Tor vom Schloss getrennt und architektonisch nicht auf dieses ausgerichtet. Die gesamte Anlage von Schloss, zugehörigem Lustgarten und Ordonnanzgarten ist durch einen sehr detaillierten Kupferstich von 1730 überliefert (siehe Bild).
Im Auftrag Herzog Friedrichs III. von Sachsen-Gotha-Altenburg (1699–1772) und dessen Gemahlin Luise Dorothée (1710–1767) wurde der Ordonnanzgarten durch den Baumeister Johann Erhard Straßburger (1675–1754) zu einer umfangreicheren Orangerie ausgebaut. Um die wachsende herzogliche Sammlung exotischer Pflanzen aufnehmen zu können, entstand anstelle von Ordonnanzhaus und Ordonnanzgarten zwischen 1747 und 1767 die Orangerie nach Plänen des weimarischen Landesoberbaudirektors Gottfried Heinrich Krohne (1703–1756). Dieser projektierte eine einheitliche, symmetrische Gesamtanlage in Teatroform mit zwei großen Orangenhäusern und benachbarten Treibhäusern auf der Nord- und Südseite. Das Ensemble richtete er perspektivisch so auf das Schloss Friedrichsthal aus, dass die Gebäude der Orangerie wie eine Verlängerung der Seitenflügel des Schlosses wirken und eine architektonisch wie optisch ansprechende Verbindung zum oberhalb gelegenen Park und Schloss Friedenstein bilden.
1781 entwarf der Herzoglich Gothaische Oberbaumeister Johann David Weidner die erweiternden Flügelbauten für das Schloss Friedrichsthal, die jedoch erst 1793 durch seinen Sohn, den Herzoglich Gothaischen Landbaumeister Friedrich David Weidner (1757–1825) ausgeführt wurden.
Im Jahre 1821 schenkte Herzog August von Sachsen-Gotha-Altenburg seiner Gemahlin Karoline Amalie das Schloss (zusammen mit dem nahen Winterpalais und dem Teeschlösschen), das der Herzogin bis zu ihrem Tod 1848 als Sommerwohnsitz diente. In den 1860er und 1870er Jahren war das Schloss Wohnsitz des Wiener Prinzen Leopold von Sachsen-Coburg und Gotha (1824–1884), Bruder des portugiesischen Titularkönigs Ferdinand II. (1816–1885), und seiner am 23. April 1861 ihm in der Wiener Schottenkirche angetrauten nicht adeligen Ehefrau Constanze Geiger (1835–1890, musikalisches Wunderkind, Pianistin, Komponistin, Schauspielerin). Es handelte sich dabei um keine morganatische Ehe (zur linken Hand). Prinz Leopold und Constanze Geiger hatten in Wien offiziell katholisch geheiratet, ohne zuvor die Genehmigung bei Herzog Ernst II. von Sachsen-Coburg und Gotha einzuholen. Am 12. Oktober 1862 nobilitierte Ernst II. Constanze Geiger trotzdem zur Freifrau von Ruttenstein. Das anfänglich sehr gespannte Verhältnis von Herzog Ernst zu Prinz Leopold und Constanze wandelte sich nach der Nobilitierung ab 1863 in ein freundschaftliches. Mit ihren Erfahrungen als Schauspielerin wirkte Freifrau von Ruttenstein 1869 und 1870 neben Herzog Ernst in Privataufführungen am Ekhof-Theater in Schloss Friedenstein und auch am Coburger Hoftheater (Minna von Barnhelm) mit.
Bis 1918 war im Schloss das gothaische Staatsministerium, danach bis 1945 das Landratsamt untergebracht. Bei Luftangriffen 1944/45 wurde das Schloss leichter beschädigt. Nach Ende des Zweiten Weltkriegs hatte darin zunächst die Kommandantur der Sowjetischen Militäradministration in Deutschland (SMAD) ihren Sitz, bevor 1958 die Ingenieurschule für Transportbetriebstechnik (heute Staatliche Fachschule für Bau, Wirtschaft und Verkehr) hier einzog. Die Eröffnung des heute dort befindlichen Betriebsfeldes erfolgte am 21. Dezember 1966.
Aufgrund der zahlreichen Umbauten wurde die historische Bausubstanz im Inneren des Schlosses im Laufe der Zeit so stark verändert, dass heute nur noch Reste der barocken Ausstattung (u. a. das Treppenhaus) erhalten sind. Das in städtischer Hand befindliche Schloss kann lediglich am alljährlich stattfindenden „Tag der offenen Tür“ der Fachschule von innen besichtigt werden.

## Baubeschreibung

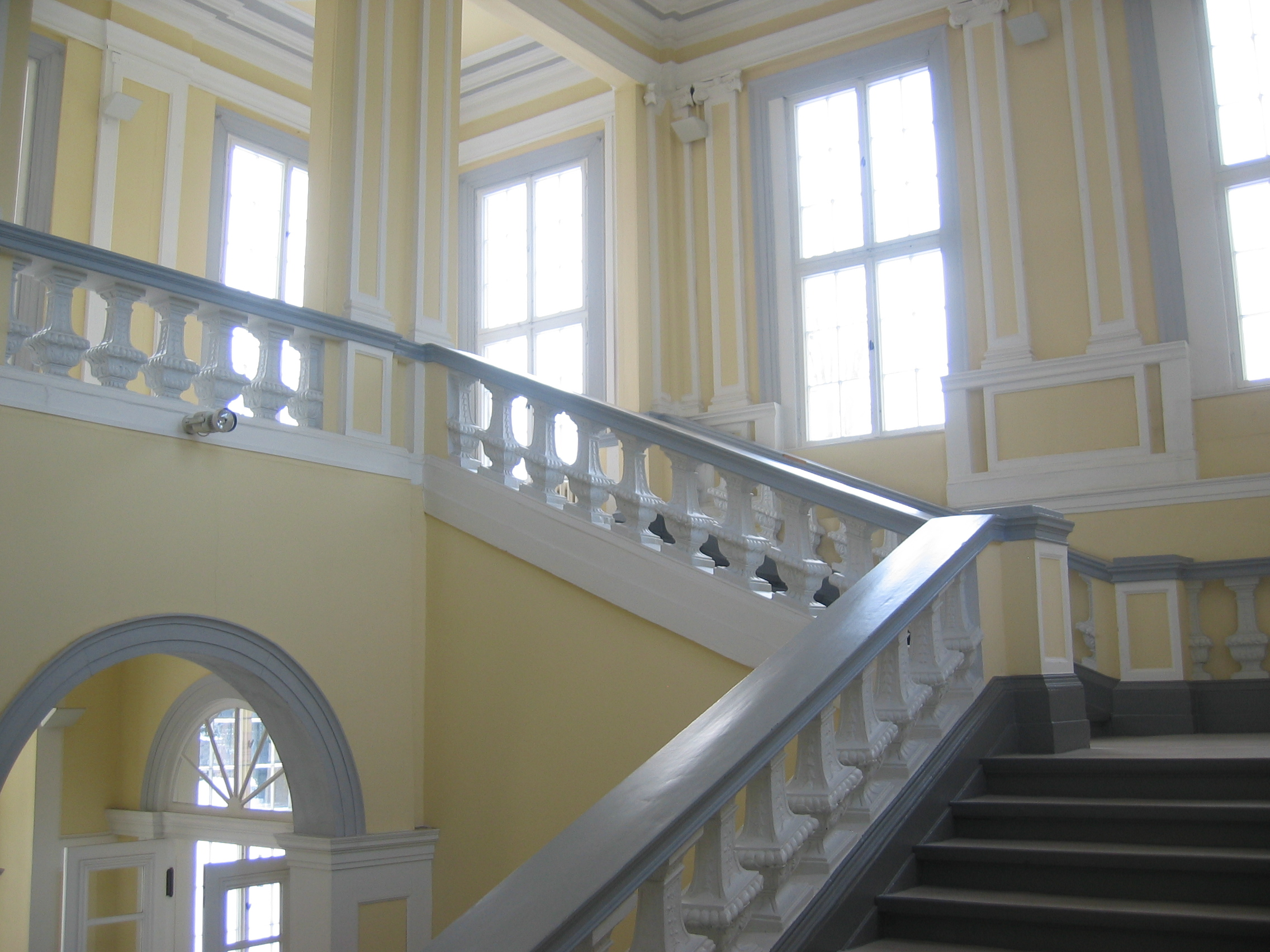
Treppenhaus

Das Schloss ist eine klassische barocke Dreiflügelanlage mit Mitteltrakt und ursprünglich zwei Seitenflügeln, die einen Hof umschließen. Den Seitenflügeln war – nach außen versetzt – je ein einstöckiger Pavillon vorgelagert. Diese beiden Pavillons wurden bereits 1793 durch zweistöckige Flügelbauten ersetzt und prägen bis heute das Bild des Schlosses. Dessen Fassaden sind bis auf den Mittelrisalit der nach Westen weisenden Hauptfassade einfach gehalten. Das Hauptportal zeigt einen von ionischen Wandsäulen eingefassten Rundbogen, beiderseits flankiert von ionischen Pilastern mit verkröpftem, römisch-korinthischem Gebälk mit Urnen an den Ecken. Der Flachbogengiebel wurde ursprünglich von zwei liegenden Frauengestalten geziert, die nicht erhalten sind. Die drei Fenster darüber weisen Bogengiebel mit waagerechten Ecken auf. Auf vier im Obergeschoss vortretenden korinthischen Pilastern ruht ein im römisch-korinthischen Stil gehaltenes profiliertes Hauptgesims, das von einem breiten Dreiecksgiebel mit dem großen Wappen des Hauses Sachsen-Gotha-Altenburg geziert wird.

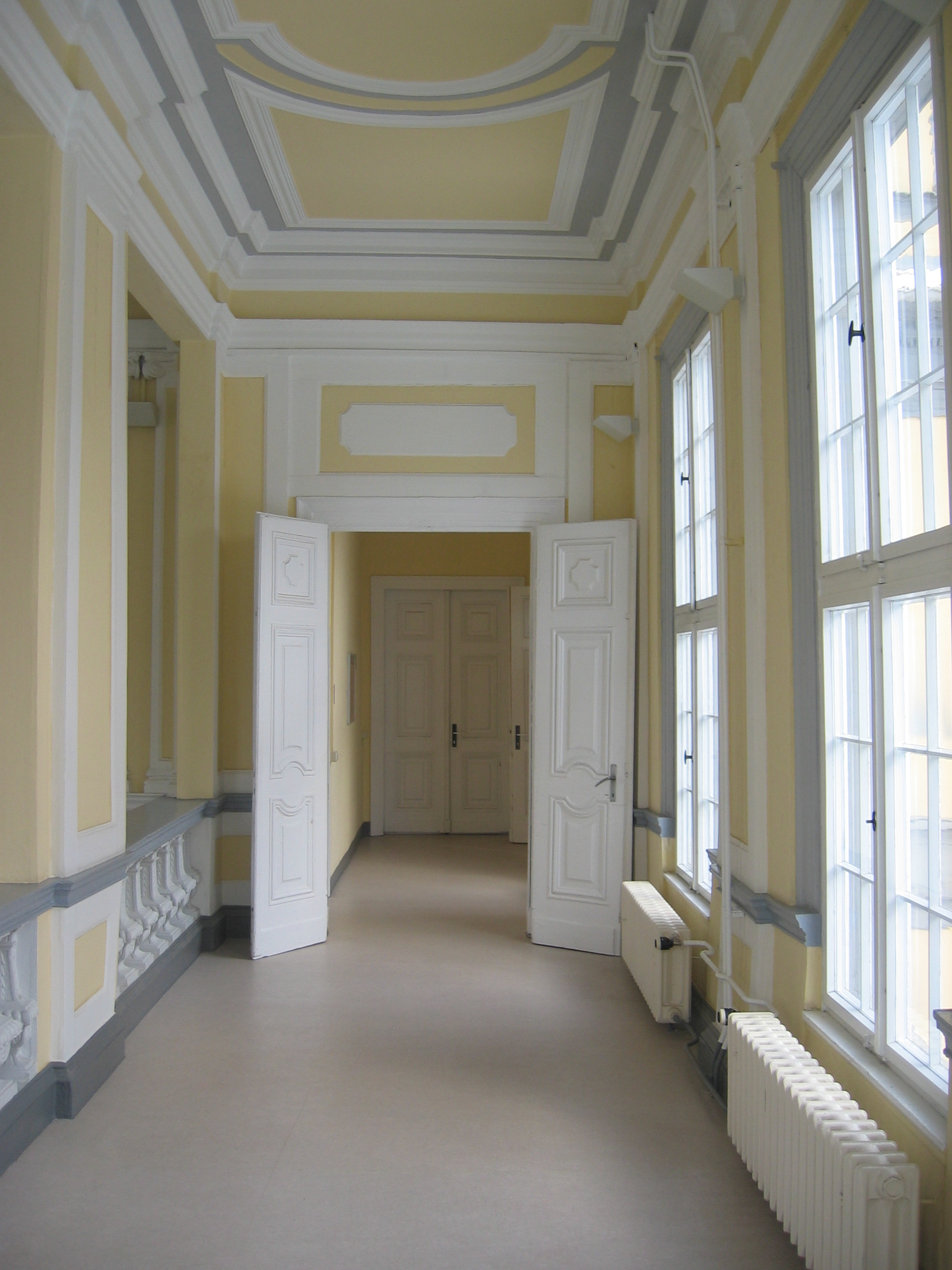
1. Obergeschoss

Im Mitteltrakt und dem nördlichen Seitenflügel (hier ist noch die auf quadratischem Grundriss erbaute großzügige Treppe mit schweren Balustern erhalten, die Wände des Treppenhauses sind mit ionischen Pilastern gegliedert, während die flache Decke eine einfache Kassettenteilung zeigt) lagen ursprünglich die herrschaftlichen Räume. Der Haupteingang des Schlosses befand sich in der Mittelachse des Gebäudes, die einstige Eingangshalle mit ionischen Wandsäulen ist inzwischen jedoch verbaut. Noch teilweise erhalten ist ein sich ursprünglich an die Halle anschließender achteckiger Raum mit Muschelnischen und Spiegelgewölbe. Das Obergeschoss des Mitteltrakts enthält in der Achse, der Straße zugewandt, einen großen Saal mit einfachen Deckenstuckaturen. Gartenseitig schließt sich eine Galerie an, die eine verkleinerte Kopie des Spiegelsaales von Versailles darstellte. Nach 1945 wurden jedoch die Spiegel sowie fast alle Wand- und Deckenstuckaturen entfernt, lediglich die Pilaster an den Wänden blieben erhalten. Von der Galerie führt ein Balkon mit zierlichem schmiedeeisernem Geländer zum einstigen Barockgarten auf der Ostseite des Schlosses. Einige Räume des Obergeschosses weisen noch heute Stuckaturen mit Engeln und Girlanden im Stil des Rokoko auf, die teilweise durch später eingezogene Zwischenwände unterbrochen sind.

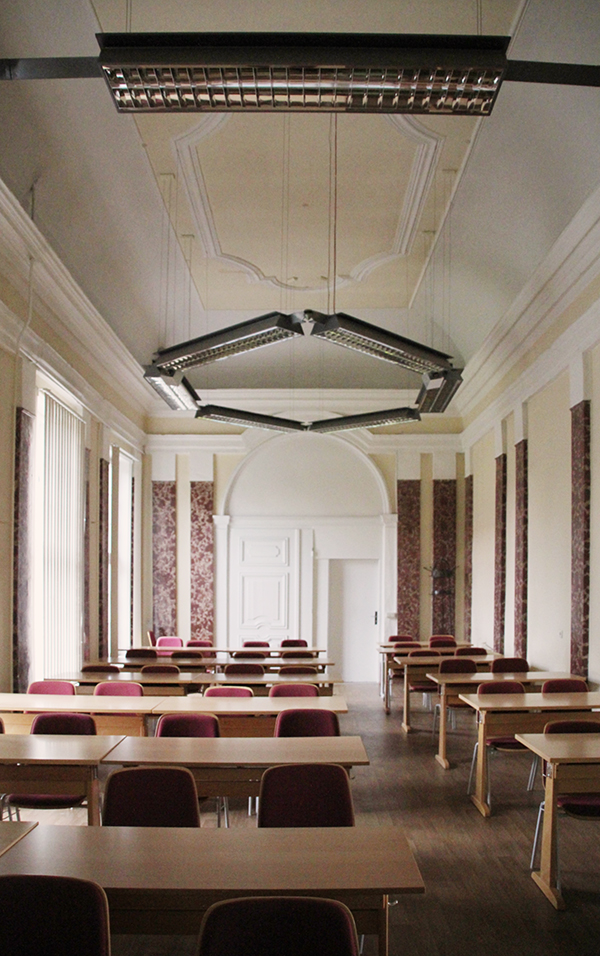
Ehemaliger Spiegelsaal

## Heutige Nutzung und Inneneinrichtung

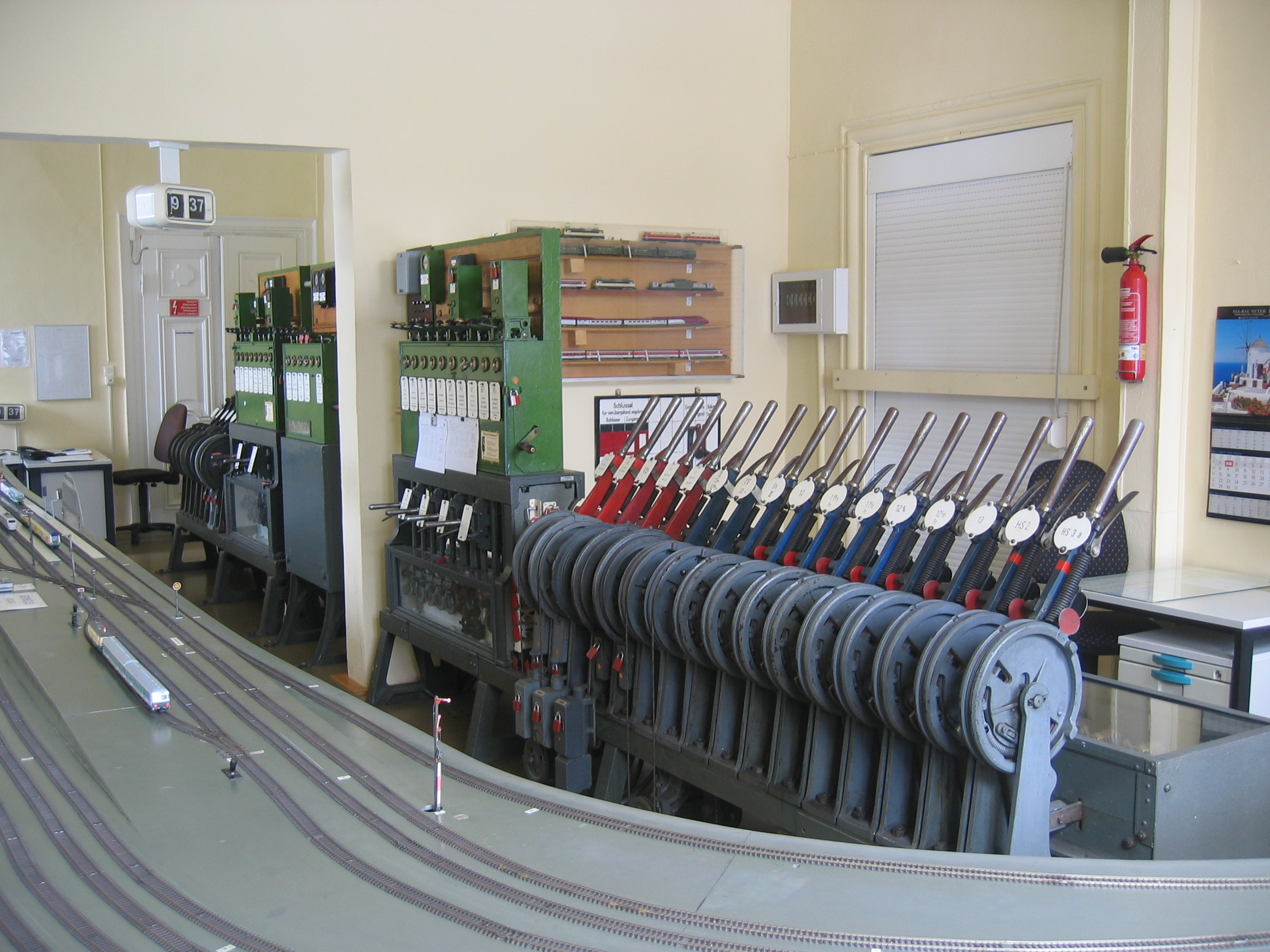
Ausbildungsmodell „Bf. Schönhausen“

Das Gebäude wird ab 1991 von der heutigen Fachschule für Bau, Wirtschaft und Verkehr Gotha zur Ausbildung von Fachwirten des Verkehrswesens und seit dem 21. Dezember 1966 von Ingenieuren genutzt. Dabei erfolgen auch Schulungen an:
- Schlüsselwerken
- mechanischen Stellwerken
- elektromechanischen Stellwerken
- Druck- und Zugtastenstellwerken[4]

An die echten Stellwerke ist eine Modellbahn im Maßstab 1:87 (Nenngröße H0) gekoppelt, die alle Aktionen des Fahrdienstleiters (Weichen oder Signale stellen) überträgt und so einen realen Betriebsablauf simuliert. Ebenfalls gibt es einen Raum mit Computern für eine ESTW-Simulation (ist nicht mit der Modellbahn gekoppelt).